# Мордехай

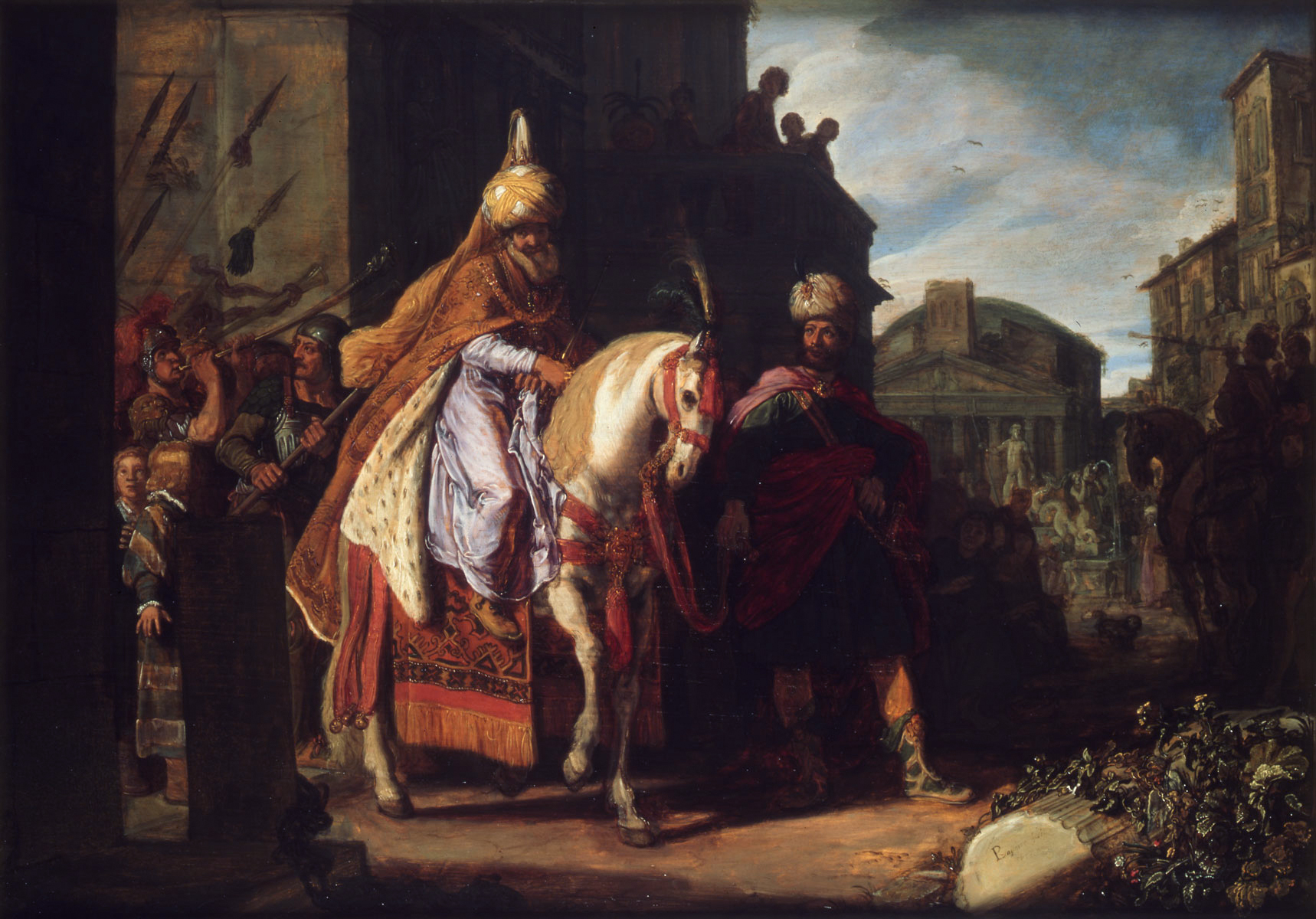
Тріумф Мордехая картина Пітер Ластмана, 1624.

Мордехай (івр. מרדכי) — одна з центральних фігур у Книзі Естери Старого Завіту. Вважається автором цієї книги.
Мордехай походив із коліна Веньямина та був сином Яіра, належав до виселенців, яких привів до країни Навуходоносор. Есфір була його двоюрідною сестрою та виховувалася в його домі. Мордехай жив в замку (Шушан) і один раз врятував життя царя Ахашвероша(Ксеркса). Коли перед царем постала проблема вибору нової дружини (замість відвернутої ним Вашті), вибір його впав на Есфір.(Ест. 2:21-23)
Один з придворних Ахашвероша, Аман-амалекітянін призначений найвищим урядовцем Ахашвероша, був украй роздратований тим, що Мордехай відмовлявся схилятися перед ним. Сплітаючи мережу інтриг, Аман добився згоди царя на знищення всього єврейського народу, сформувавши письмовий наклеп та наказ на винищення євреїв.
Дізнавшись про це, Мордехай сказав Есфірі, щоб та вступилася перед царем за свій народ. Всупереч строгому придворного етикету, порушення якого загрожувало їй втратою свого становища і самого життя, Есфір з'явилася до Ксеркса без запрошення і попросила його відвідати приготований нею бенкет, під час якого й звернулася до нього з проханням про захист євреїв.
Дізнавшись підґрунтя інтриг Амана, Ахашверош наказав його повісити на тій же шибениці, яку він приготував був для Мордехая, а для скасування указу про винищення євреїв, що приготував Аман, був розісланий новий указ: про їх право противитися при виконанні першого. У силу цього указу євреї зі зброєю в руках вийшли на захист свого життя і знищили безліч ворогів, що вийшли проти них, у тому числі десятьох синів Амана. На пам'ятку про це у євреїв встановлено свято Пурім. Мордехай зайняв місце Амана, а Есфір отримала дім Амана у власність.